# Импульсное газодинамическое напыление
Импульсное газодинамическое напыление (ИГН) является запатентованным процессом, первоначально разработанным в Университете Оттавы (2006). В процессе ИГН частицы порошка ускоряются и нагреваются в нестационарном потоке с высокой скоростью серией ударных волн, генерируемых при фиксированной частоте, прежде чем столкнутся с подложкой для нанесения покрытия. Точно так же к и в холодном напылении (ХГН), частицы влияют на подложку и пластически деформируются для получения покрытия.
Этот процесс позволяет частицам достигать высоких скоростей при «средних» температурах (близкой к точке рекристализации), что приводит к более низкой критической скорости по сравнению с ХГН, или повышает пластическую деформацию при одинаковой скорости.
Лучше всего подходят мягкие металлы, такие как Zn, Cu и Al, но покрытия из твердых материалов (например, WC-Co, AlSi-SiC, NiCrAlY, Ti и т. д.) также были получены. В отличие от газотермических методов распыления, одно из самых больших преимуществ «твердотельных» технологий является возможность напыления материалов при низких температурах, тем самым уменьшая многие недостатки, такие как: металлургические превращения, или термические реакции как в порошке, так и в подложке. Избегая окисления, роста зерен и рекристаллизация, фазовых изменений и термических напряжений, эта технология однозначно подходит для нанесения ряда чувствительных к температуре и современных материалов.